# پلامن اورشارسکی
پلامن اورشارسکی (بلغاری: Пламен Василев Орешарски؛ زادهٔ ۲۱ فوریهٔ ۱۹۶۰) یک سیاست‌مدار اهل بلغارستان است.